# Предел (фильм, 1931)
Предел (порт. Limite) — немой чёрно-белый фильм, дебютная и единственная завершённая киноработа бразильского писателя и режиссёра Марио Пейшоту, снятая в 1930-м и впервые показанная в 1931 году.
Выдающийся образец киноавангарда, на протяжении многих лет известный лишь по слухам, фильм был восстановлен к 1978 году и в 2015 году занял 1-е место в списке 100 лучших бразильских фильмов, составленном Бразильской ассоциацией кинокритиков.

## Сюжет и стиль
Мужчина и две женщины — в лодке в открытом море. Об их прошлом мы узнаём из серии флешбэков.
Фильм отличают необычная структура, сочетание повествовательного и абстрактного, реального и метафорического и блестящая операторская работа.

## Производство
В августе 1929 года в Париже Марио Пейшоту увидел на обложке журнала Vu фотографию Андре Кертеса: две мужские руки в наручниках, обнимающие за шею женщину. Из этого образа вырос замысел фильма. Пейшоту предложил снять фильм двум ведущим бразильским режиссёрам — Умберту Мауру и Адемару Гонзаге, но оба сочли материал слишком личным, чтобы за него мог взяться кто-то кроме самого Пейшоту. Тогда он приступил к съёмкам, оплатив расходы из своего кармана.
Оператором стал Эдгар Бразил.

## Выпуск и влияние
С мая 1931 по январь 1932 года в Рио-де-Жанейро состоялось три публичных показа. Фильм был встречен публикой и прокатчиками с безразличием. Однако среди кинокритиков и интеллектуалов у фильма нашлись поклонники, которые в последующие годы периодически устраивали частные показы. Так, Винисиус ди Морайс устроил просмотр для Орсона Уэллса, когда последний приезжал в Бразилию в 1942 году.
К 1959 году единственная копия фильма пришла в негодность из-за плохих условий хранения и солёного воздуха Рио-де-Жанейро, и показы прекратились. Когда Жорж Садуль специально прилетел в Рио, чтобы увидеть «неизвестный шедевр» Пейшоту, оказалось, что состояние плёнки не позволяет посмотреть фильм. Созданию легенды вокруг фильма всячески содействовал сам Пейшоту: так, в 1965 он представил перевод хвалебной статьи Эйзенштейна о своём фильме, позднее признавшись, что написал этот текст сам.
В 1966 году началась реставрация фильма, которая продолжалась до 1978 года.